# Manfred Josel
Manfred Josel (* 24. April 1944 in Leibnitz; † 27. Mai 2025) war ein österreichischer Musiker (Schlagzeug), der vor allem im Bereich des Modern Jazz hervortrat.

## Leben und Wirken
Josel stammte aus einer musikalischen Familie; der Posaunist Rudolf Josel war sein älterer Bruder. Seit 1959 spielte Manfred Josel im Josel-Trio, das sein älterer Bruder mit ihm und dem Bassisten Toni Bärnthaler gründete. Das Trio spielte auf zahlreichen internationalen Festivals, in Frankfurt oder Zürich ebenso wie in Bukarest oder Belgrad. 1963 gehörte er zudem der New Austrian Big Band an (Aufnahmen auf dem 2. Österreichischen Amateur-Festival). Von 1960 bis 1964 war er Mitglied des Grazer Philharmonischen Orchesters, 1965 Mitglied der Wiener Philharmoniker und gehörte der philharmonischen Bühnenmusik der Wiener Staatsoper an.
Parallel dazu studierte Josel Klavier, Klarinette, Orchesterleitung und Schlagzeug am Konservatorium des Landes Steiermark und an der Musikakademie Graz bis zum Diplom in der Studienrichtung Schlaginstrumente (1968). Seit 1965 hatte er einen Lehrauftrag für Jazz-Schlagzeug am neu gegründeten Institut für Jazz an der Hochschule für Musik und darstellende Kunst Graz. 1985 wurde er dort als Hochschulprofessor für Jazz-Schlagzeug bestellt. 
Josel übersetzte die Schlagzeugschule von Max Abrams, die unter dem Titel Die Technik des Drummers in der Universal Edition veröffentlicht wurde. 
Neben seiner Lehrtätigkeit gab er zahlreiche Konzerte im In- und Ausland mit Dieter Glawischnig, Uzzi Förster, Albert Mair, Clark Terry, Andy Bey, Philip Catherine und weiteren Jazzmusikern. Mit Emil Spányi und Klaus Melem legte er 1995 das Album Groovin' with M.J. vor. Nach Tom Lord war er an 21 Jazzaufnahmen zwischen 1963 und 2004 beteiligt; unter anderem ist er auf Alben von Friedrich Gulda und Steve Gut zu hören. 2014 war er mit seinem Bruder sowie Pepe Auer und seinem Trio auf Tournee.